# Азурит
Азуритът (от френски: azur – лазур) е карбонатен минерал с лазурно-син цвят, нарича се още меден лазурит. Има химична формула Cu3(СО3)2(ОН)2.
Производен е на елемента мед. Твърдостта му по ска̀лата на Моос е 3,5 – 4. Той е с моноклинна кристална структура. Среща се в съчетание с малахит като резултат от изветряване и окисление на медни и сулфидни минерали. Понякога е под формата на призматични кристали и много рядко е фасетиран. Често се използва в бижутерията, както и в колекции като красив минерален образец.
Древните гърци и римляни използвали азурита за приготвяне на боя и за медицински цели.
Азуритът често се среща в области, където се добива мед – Австралия, Африка, Чили, САЩ, Мексико, Китай, Русия. Кристалите, добивани във френския град Шеси, се наричат шесилит.
- Азурит, малахит от района на Лъки, Родопи, кол. Веселина Бресковска – Музей по минералогия, петрология и минерални ресурси към Софийския университет „Свети Климент Охридски“
- Азурит от Лаврио, Гърция, кол. Георги Златарски, Национален природонаучен музей
- Самородна мед, азурит и малахит от нах. Въртен камък,   Бобошево, кол. Димитър Стоянов, Национален музей "Земята и хората"